# Microschismus serricornis
Microschismus fortis là một loài bướm đêm thuộc họ Alucitidae. Loài này có ở Nam Phi.